# Hardtwald zwischen Graben und Karlsruhe
Das FFH-Gebiet Hardtwald zwischen Graben und Karlsruhe ist ein im Jahr 2005 durch das Regierungspräsidium Karlsruhe nach der Richtlinie 92/43/EWG (Fauna-Flora-Habitat-Richtlinie) angemeldetes Schutzgebiet (Schutzgebietskennung DE-7116-341) im deutschen Bundesland Baden-Württemberg. Mit Verordnung des Regierungspräsidiums Karlsruhe zur Festlegung der Gebiete von gemeinschaftlicher Bedeutung vom 12. Oktober 2018 wurde das Schutzgebiet (in Kraft getreten am 11. Januar 2019), ausgewiesen.

## Lage
Das zusammenhängende rund 4.729 Hektar große FFH-Gebiet gehört zum Naturraum 223-Hardtebenen innerhalb der naturräumlichen Haupteinheit 22-Nördliches Oberrheintiefland. Es liegt zwischen Karlsruhe und Graben-Neudorf und erstreckt sich über die Markungen von fünf Städten und Gemeinden.
- Stadtkreis Karlsruhe: 1701,1694 ha = 36 %

Landkreis Karlsruhe:
- Eggenstein-Leopoldshafen: 236,2735 ha = 5 %
- Graben-Neudorf: 756,0753 ha = 16 %
- Linkenheim-Hochstetten: 378,0376 ha = 8 %
- Stutensee: 1653,9147 ha = 35 %

## Beschreibung und Schutzzweck
Der Hardtwald ist das größte zusammenhängende Waldgebiet auf Flugsand und Binnendünen im Verdichtungsraum Karlsruhe. Es handelt sich um großflächige Eichen- und Eichen-Hainbuchenwälder und daran angepassten Tiergesellschaften. Im Gebiet besteht eine Kiesgrube mit reicher Submersvegetation. Der Hardtwald ist ein traditionelles Waldgebiet mit den historischen Waldnebennutzungen wie Schweinemast, Streuentnahme usw., außerdem ein traditioneller Erholungswald. Daneben ist er der bedeutendste Lebensraum für den Ziegenmelker in Baden-Württemberg.

### Lebensraumklassen
(allgemeine Merkmale des Gebiets) (prozentualer Anteil der Gesamtfläche)
Angaben gemäß Standard-Datenbogen aus dem Amtsblatt der Europäischen Union
|                                             |                                             |  |      |      |
| N06 – Binnengewässer (stehend und fließend) | N06 – Binnengewässer (stehend und fließend) |  | 1 %  | 1 %  |
| N10 – Feuchtes und mesophiles Grünland      | N10 – Feuchtes und mesophiles Grünland      |  | 1 %  | 1 %  |
| N15 – Anderes Ackerland                     | N15 – Anderes Ackerland                     |  | 1 %  | 1 %  |
| N16 – Laubwald                              | N16 – Laubwald                              |  | 10 % | 10 % |
| N17 – Nadelwald                             | N17 – Nadelwald                             |  | 85 % | 85 % |
| N23 – Sonstiges                             | N23 – Sonstiges                             |  | 2 %  | 2 %  |
|                                             |                                             |  |      |      |

### Lebensraumtypen
Gemäß Anlage 1 der Verordnung des Regierungspräsidiums Karlsruhe zur Festlegung der Gebiete von gemeinschaftlicher Bedeutung (FFH-Verordnung) vom 12. Oktober 2018 kommen folgende Lebensraumtypen nach Anhang I der FFH-Richtlinie im Gebiet vor:
| EU Code | Lebensraumtyp (offizielle Bezeichnung)                                                              | Kurzbezeichnung                                              | Hektar |
| ------- | --------------------------------------------------------------------------------------------------- | ------------------------------------------------------------ | ------ |
| 2330    | Dünen mit offenen Grasflächen mit Corynephorusund Agrostis                                          | Binnendünen mit Magerrasen                                   | 0,21   |
| 3140    | Oligo-bis mesotrophe kalkhaltige Gewässer mit benthischer Vegetation aus Armleuchteralgen           | Kalkreiche, nährstoffarme Stillgewässer mit Armleuchteralgen | 8,55   |
| 3150    | Natürliche eutrophe Seen mit einerVegetation des Magnopotamions oder Hydrocharitions                | Natürliche nährstoffreiche Seen                              | 2,02   |
| 6230    | Artenreiche montane Borstgrasrasen (und submontan auf dem europäischen Festland) auf Silikatböden   | Artenreiche Borstgrasrasen                                   | 1,46   |
| 6510    | Magere Flachland-Mähwiesen (Alopecurus pratensis, Sanguisorbaofficinalis)                           | Magere Flachland-Mähwiesen                                   | 2,96   |
| 9110    | Hainsimsen-Buchenwald (Luzulo-Fagetum)                                                              | Hainsimsen-Buchenwald                                        | 47,64  |
| 9190    | Alte bodensaure Eichenwälder auf Sandebenen mit Quercus robur                                       | Bodensaure Eichenwälder auf Sandebenen                       | 235,28 |
| 91E0    | Auenwälder mit Alnus glutinosa und Fraxinus excelsior (Alno-Padion, Alnion incanae, Salicion albae) | Auenwälder mit Erle, Esche, Weide                            | 8,83   |

### Zusammenhängende Schutzgebiete
Das FFH-Gebiet ist zusammenhängend. Es überschneidet sich nahezu vollständig mit den Landschaftsschutzgebieten 2.12.005-Nördliche Hardt und 2.15.014-Hardtwald nördlich von Karlsruhe sowie mit dem Vogelschutzgebiet Nr. 6916-441 Hardtwald nördlich von Karlsruhe. Innerhalb des Gebiets liegt das Naturschutzgebiet 2074-Kohlplattenschlag.